# Kitsch

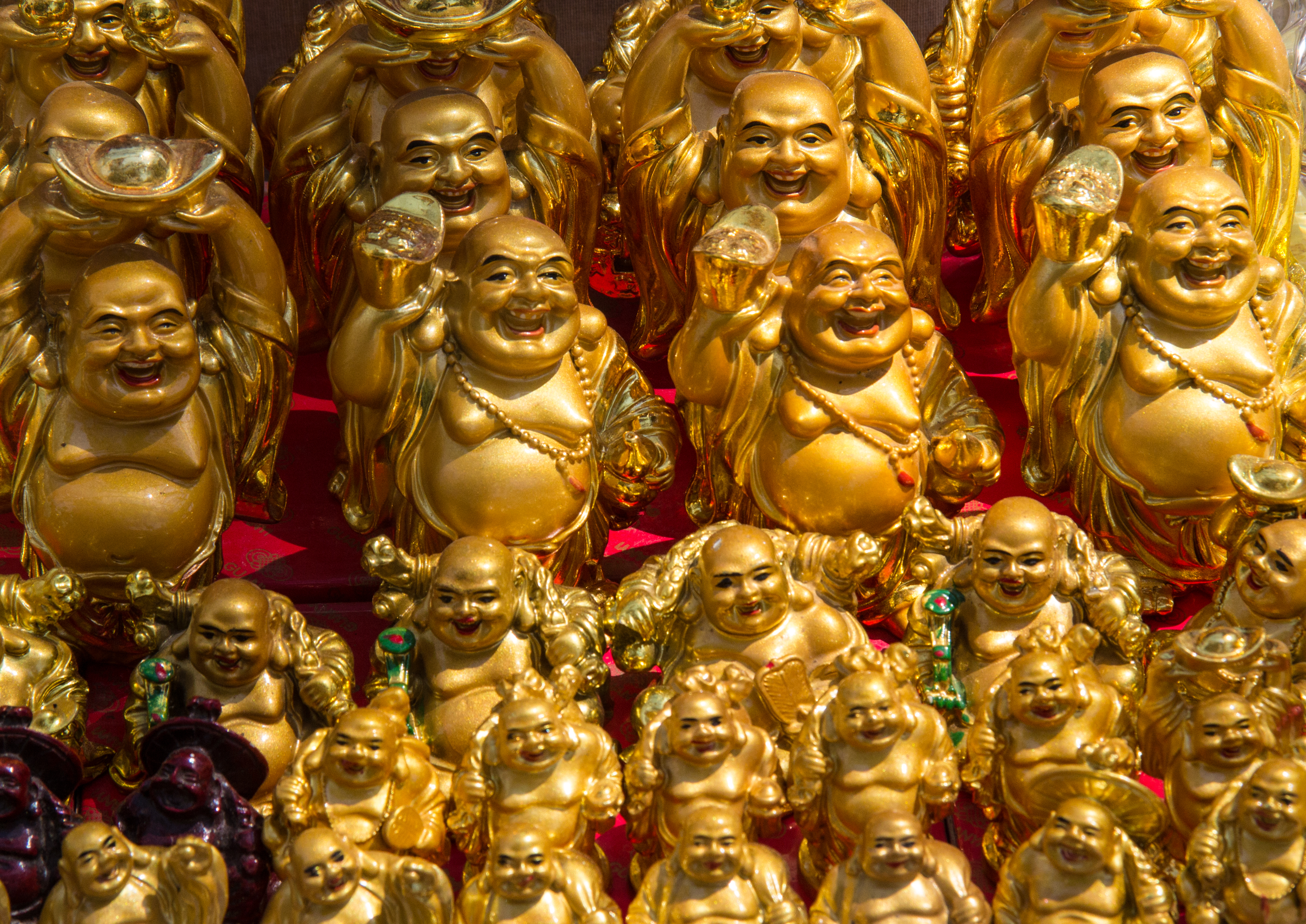
Suvenirurile produse în masă sunt considerate un exemplu kitsch.

Kitsch (pronunție: /kɪtʃ/) este un termen care provine din limba germană și denotă imitația, stilul de prost gust, deseori aflat în legătură cu diletantismul artistic. De obicei, kitsch se folosește cu referință la obiecte pseudo-artistice, ieftine, comparate cu o valoare artistică adevărată și o estetică sofisticată.

## Etimologie
Etimologia termenului kitsch nu este clară, dar se știe că termenul a fost prima dată folosit pe piața de artă din München în jurul anilor 1860-1870 ca termen descriptiv pentru artă de calitate minoră, ieftină, populară.
George Pruteanu relatează că Kitsch e un cuvânt german, care provine din verbul kitschen, un cuvânt foarte obișnuit în sudul Germaniei, în Bavaria, unde aparținea limbajului familiar și avea sensul de "a face ceva de mîntuială" sau a fușeri, cum se mai spune azi.

## Definire

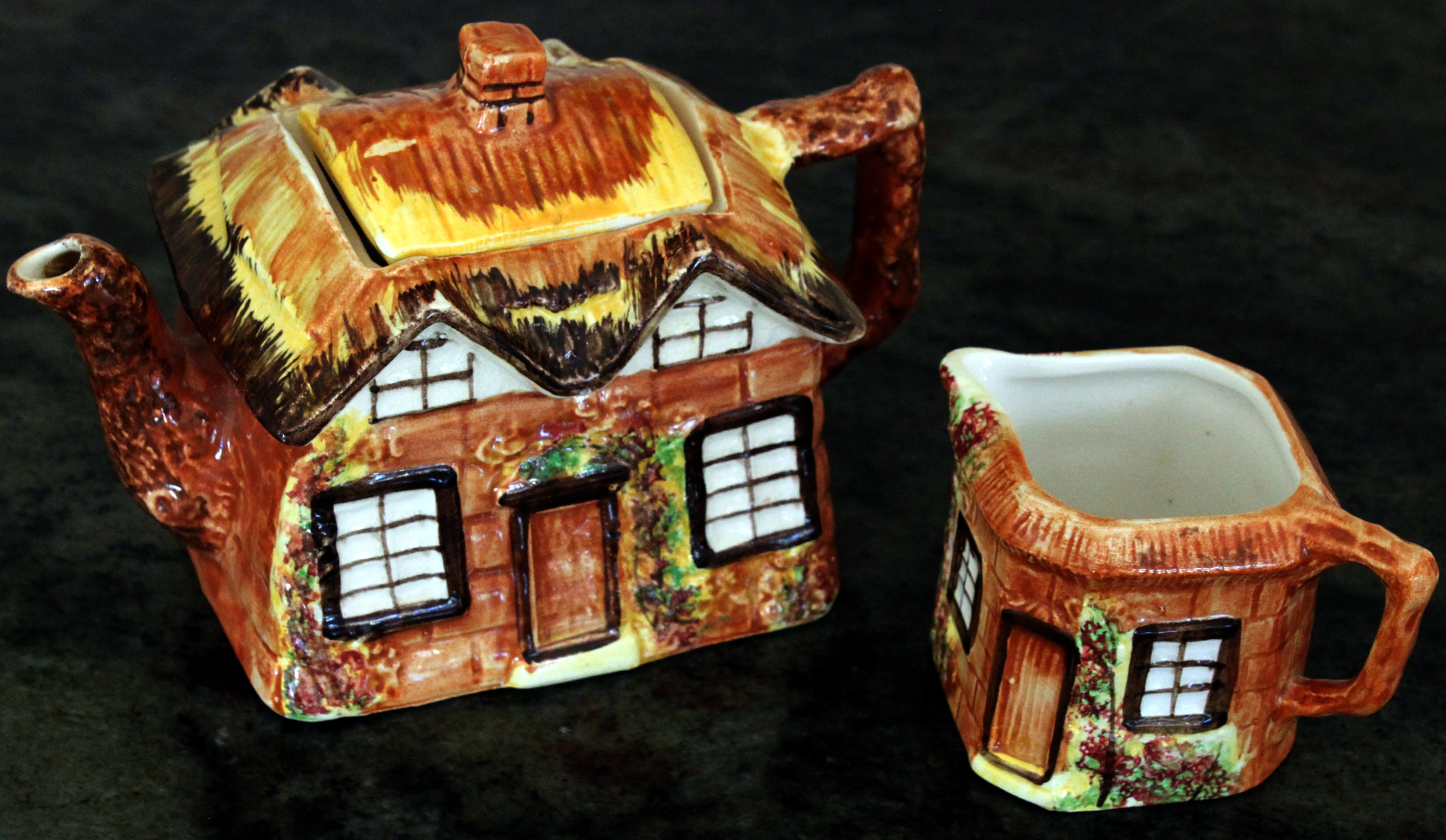
Ceainic și cană de tip kitsch

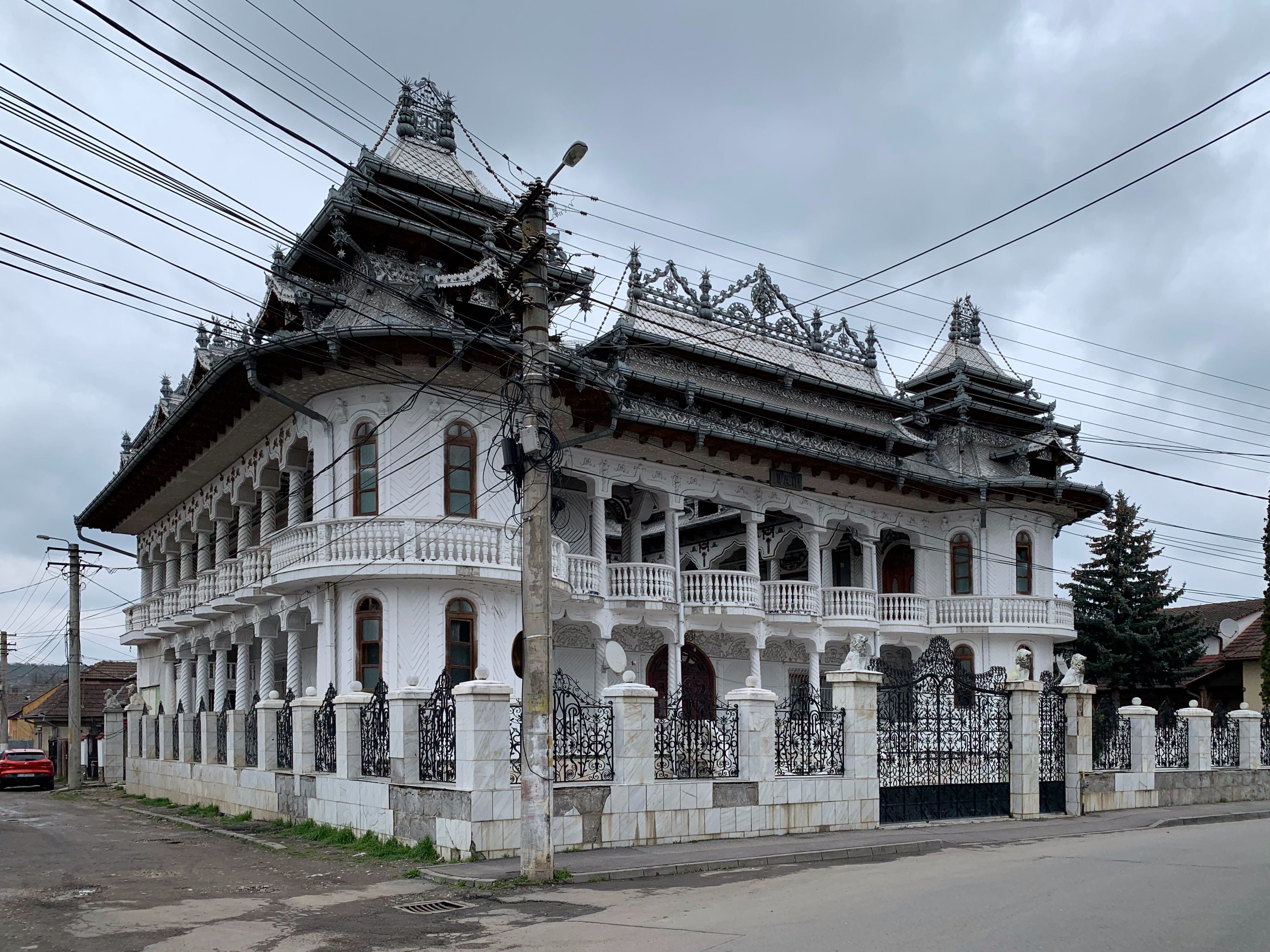
Exemplu de locuință de prost gust

Definirea termenului kitsch este foarte dificilă și nu există o definiție simplă acceptată. De asemenea, termenul este considerat intraductibil în cele mai multe limbi și de aceea se folosește termenul original.
Scriitorul modernist Hermann Broch susține că esența kitsch-ului este imitația: kitsch-ul își imită predecesorul fără a ține cont de etică - scopul este de a copia frumosul, nu binele. Potrivit lui Walter Benjamin, kitsch-ul, spre deosebire de artă, este un obiect utilitarist lipsit de orice distanța critică între obiect și observator. Potrivit criticului Winfried Menninghaus, opinia lui Benjamin era că stilul kitsch „oferă o gratificare emoțională instantanee, fără efort intelectual”.
Kitsch-ul se referă mai puțin la lucrul observat, și mai mult la observator. Potrivit lui Roger Scruton, „Kitsch-ul este artă falsă, care exprimă emoții false, al cărei scop este de a păcăli consumatorul, în a crede că simte ceva profund și serios”.
Criticul Marin Marian-Bălașa este de părere că „Kitsch-ul este cea mai largă categorie sau gen artistic, reprezentând arta simplificată ieftin și adesea produsă în serie, care apelează la stridență, artificiu, zgomot și pompă pentru a reține atenția, pentru a zgâlțâi simțul, pentru a satisface fără probleme și consecințe, pentru a fi fără prea multă bataie de cap sau filozofie.”

### Criterii pentru kitsch
- Opus față de operele de artă (care chiar cer interpretare), kitschul nu este interpretabil;
- Kitschul propagă și repetă stereotipuri și clișee și îi lipsește originalitatea;
- Kitschul este deseori ușor reproductibil (articole de masă).

În postmodernism, termenul kitsch, în anumite cazuri, a fost înlocuit de termenul trash, care declară anumite feluri de kitsch ca fiind artă, inversând astfel conotația negativă.